# Gara Aciliu
Gara Aciliu este o stație de cale ferată care deservește Săliște, județul Sibiu, România.